# کراستا مورا
کراستا مورا (به لاتین: Crasta Mora) یک کوه در سوئیس است که در کانتون گراوبوندن واقع شده‌است. کراستا مورا ۲٬۹۵۲ متر بالاتر از سطح دریا واقع شده‌است.